# Czesław Polewiak
Czesław Polewiak (* 1. Januar 1944 in Jeżopole, (Lututów)) ist ein ehemaliger polnischer Radrennfahrer und nationaler Meister im Radsport.

## Sportliche Laufbahn
Polewiak war  als Radsportler im LZS Nowogard und WLKS Gryf Szczecin aktiv. Er hatte seine größten Erfolge in Querfeldeinrennen, obwohl er auch erfolgreich Straßenrennen bestritt. 1964 gewann er die polnische Meisterschaft im Querfeldeinrennen, 1965 konnte er den Titel vor Marian Kegel verteidigen. Auch 1966, 1970, 1971, 1974 und 1975 wurde er Titelträger. 1966 gewann er das Etappenrennen Małopolski Wyścig Górski und sicherte sich damit einen Startplatz im polnischen Team für die Internationalen Friedensfahrt, die er als 25. des Gesamtklassements beendete. 1972 wurde er nochmals 22. 1967 belegte er dann den 15. Platz und gewann eine Etappe der Polen-Rundfahrt. 1968 wurde er beim Sieg von Jan Krekels Dritter der Österreich-Rundfahrt. Bei der Polen-Rundfahrt 1970 wurde er Zweiter hinter Jan Stachura. 1971 gewann er die nationale Meisterschaft im Bergfahren.
Fünfmal startete er bei den UCI-Weltmeisterschaften im Querfeldeinrennen, 1974 wurde er beim Sieg von Robert Vermeire Fünfter, 1975 belegte er den 6. Platz. Polewiak startete für den Verein LZS Nowogard.